# Wu Xian
Wu Xian (chiń. 巫咸) – chiński szaman-czarownik żyjący w epoce Shang, będący jednocześnie doradcą (ministrem) króla Zu Yi.
Niewiele wiadomo o jego działalności oraz przebiegu jego kariery, ale musiał być postacią wpływową, skoro zachowała się o nim pamięć w kronikach. W tradycji chińskiej jest uważany za jednego z głównych starożytnych chińskich astronomów obok bardziej historycznych postaci, takich jak Gan De i Shi Shen, z których dwaj ostatni żyli w czasie Epoki Walczących Królestw.